# Amt Heepen
Das Amt Heepen war ein Amt im Kreis Bielefeld in Nordrhein-Westfalen, Deutschland mit Sitz in Heepen. Durch das Gesetz zur Neugliederung der Gemeinden und Kreise des Neugliederungsraumes Bielefeld (Bielefeld-Gesetz) wurde es zum 31. Dezember 1972 aufgelöst und in die kreisfreie Stadt Bielefeld eingegliedert. Seine Gemeinden gehören heute zu den Bielefelder Stadtbezirken Heepen und Stieghorst. Die historischen Vorgänger des Amtes waren die Vogtei Heepen und der Kanton Heepen.

## Vorgeschichte

### Die Vogtei Heepen
Bis 1806 existierte im Raum Heepen die Vogtei Heepen im Amt Sparrenberg der Grafschaft Ravensberg, die seit dem 17. Jahrhundert zu Brandenburg-Preußen gehörte. Als große und bedeutende Vogtei besaß die Vogtei Heepen einen Amtmann an ihrer Spitze und wurde daher in zeitgenössischen Darstellungen auch als Amtsvogtei oder Amt bezeichnet. Zur Vogtei Heepen gehörten das Kirchdorf Heepen, die Bauerschaften Altenhagen, Brönninghausen, Elverdissen, Gräfinghagen, Hillegossen, Lämershagen, Lippe, Oldentrup, Senne, Sieker, Stieghorst und Ubbedissen sowie die adligen Güter Lübrassen, Milse und Niedermühlen. Im Jahr 1788 hatte die Vogtei 6.661 Einwohner.

### Der Kanton Heepen
Nachdem die Grafschaft Ravensberg 1807 an das Königreich Westphalen gefallen war, wurden neue Verwaltungsstrukturen nach französischem Vorbild geschaffen. Aus dem Gebiet der Vogtei Heepen wurde im Distrikt Bielefeld des Departements der Weser der Kanton Heepen gebildet, der im Jahre 1808 8320 Einwohner hatte.
Im Kanton Heepen wurden 1808 zwei Munizipalitäten eingerichtet. Die Erste Munizipalität umfasste Heepen, Hillegossen, Altenhagen, Elverdissen und Sieker, die Güter Niedermühle, Lübrassen und Milse sowie einen Teil des Gutes Eckendorf. Die Zweite Munizipalität umfasste Stieghorst, Brönninghausen, Oldentrup, Ubbedissen, Lippe, Lämershagen, Gräfinghagen und Heepen-Senne.
Nach der Annexion großer Teile Norddeutschlands durch Frankreich änderte sich 1811 auch im Raum Heepen die Verwaltungseinteilung.
Die südlich des Teutoburger Waldes gelegene Heepen-Senne, die spätere Gemeinde Senne II, wurde durch Erlass des Königs von Westphalen in den Kanton Brackwede umgegliedert. Gleichzeitig wurde Milse in den Kanton Schildesche umgegliedert und die Einteilung des Kantons Heepen in zwei Munizipalitäten wieder aufgehoben. Der neu abgegrenzte Kanton Heepen hatte im Jahre 1811 8.468 Einwohner.
Nach dem Ende der Franzosenzeit fiel das Ravensberger Land 1813 wieder an Preußen. Im Rahmen einer großen Verwaltungsreform wurde Preußen in neu eingerichtete Provinzen, Regierungsbezirke und Kreise gegliedert. 1816 wurde im Regierungsbezirk Minden der Provinz Westfalen der Kreis Bielefeld gebildet, der bis auf Elverdissen, das zum Kreis Herford kam, auch das Gebiet des Kantons Heepen umfasste. In der Folgezeit wurde der Kanton Heepen als Verwaltungsbezirk Heepen oder auch als Bürgermeisterei Heepen bezeichnet.

## Das Amt Heepen
Mit der Einführung der Westfälischen Landgemeindeordnung wurde schließlich aus dem Verwaltungsbezirk Heepen im November 1843 das Amt Heepen. Nun wurden auch die einzelnen Dörfer und Bauerschaften als eigenständige Gemeinden konstituiert. Das Amt Heepen bestand anfänglich aus den folgenden neun Gemeinden:
- Altenhagen
- Brönninghausen
- Heepen (Amtssitz)
- Hillegossen
- Lämershagen-Gräfinghagen
- Oldentrup
- Sieker
- Stieghorst

Das Amt Heepen im Kreis Bielefeld in den Grenzen von 1969

- Ubbedissen (später Ubbedissen-Lippe)

1893 wurde die Gemeinde Milse aus dem benachbarten Amt Schildesche in das Amt Heepen umgegliedert. Etwa seit Beginn des 20. Jahrhunderts lautete der amtliche Name der Gemeinde Ubbedissen Ubbedissen-Lippe. 1930 kam es zu einer umfangreichen kommunalen Neuordnung. Sieker, Stieghorst sowie Gebietsteile der Gemeinden Heepen und Oldentrup schieden aus dem Amt Heepen aus und wurden nach Bielefeld eingemeindet. Gleichzeitig kam die Gemeinde Brake aus dem aufgelösten Amt Schildesche zum Amt Heepen. Im September 1964 wurde der Name der Gemeinde Ubbedissen-Lippe durch einen Beschluss der Landesregierung von Nordrhein-Westfalen wieder in Ubbedissen geändert. 1965 gab Brake ein Gebietsstück im Raum Baumheide an die Stadt Bielefeld ab.

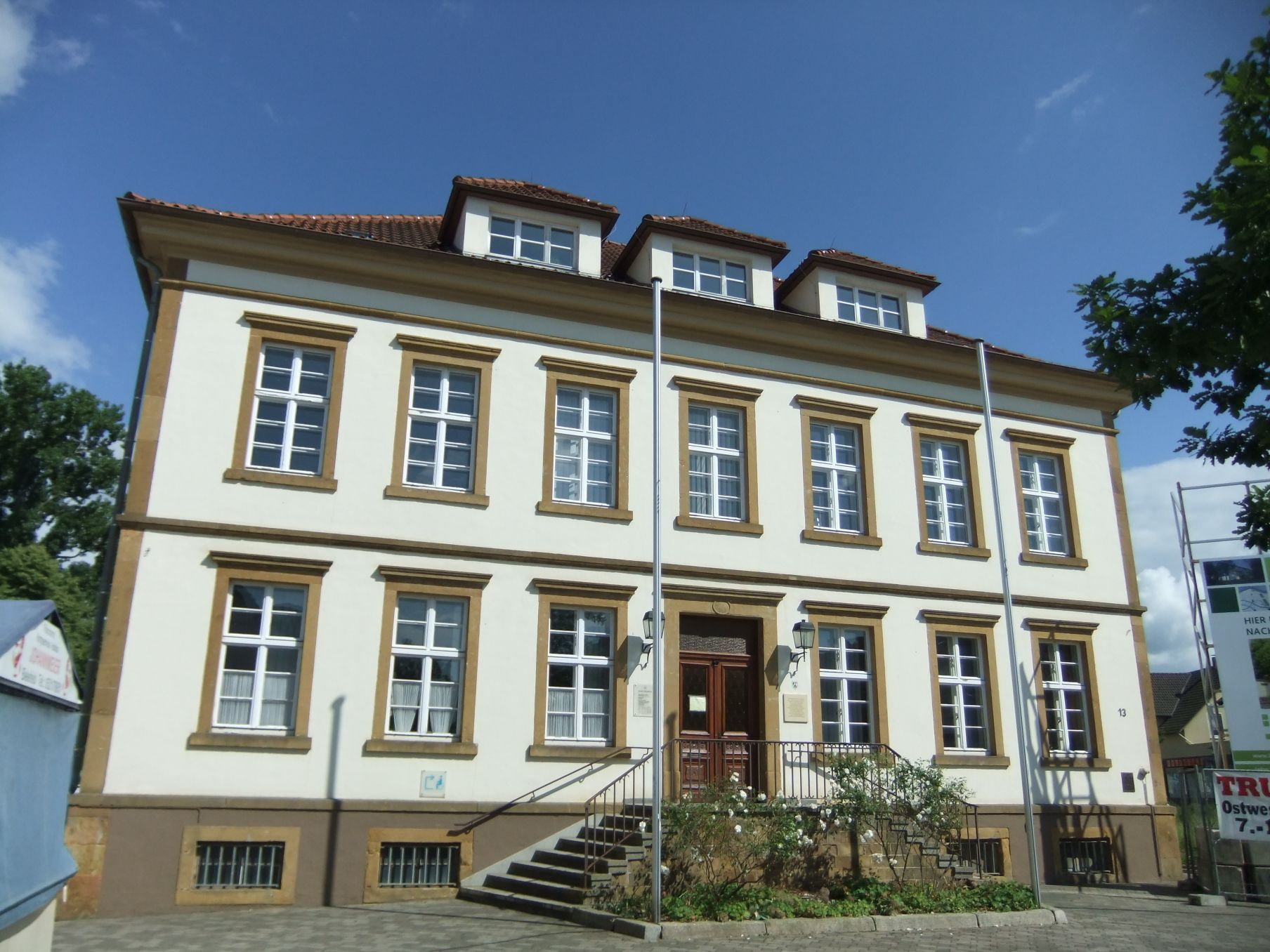
Das alte Heeper Amtshaus

Im Rahmen der kommunalen Neugliederung des Raums Bielefeld wurden alle Gemeinden des Amts zum 1. Januar 1973 nach Bielefeld eingemeindet und das Amt aufgelöst. Rechtsnachfolger wurde die vergrößerte Stadt Bielefeld. Zuletzt gehörten dem Amt Heepen neun Gemeinden an:
- Altenhagen
- Brake
- Brönninghausen
- Heepen (Amtssitz)
- Hillegossen
- Lämershagen-Gräfinghagen
- Milse
- Oldentrup
- Ubbedissen

Sitz der Amtsverwaltung war das sogenannte „Heeper Schloss“ im Ortskern von Heepen. Heute befindet sich in dem Gebäude das Bezirksamt Heepen.

## Einwohnerentwicklung
| Jahr | Einwohner | Quelle |
| ---- | --------- | ------ |
| 1822 | 07.351    | [ 16 ] |
| 1843 | 10.038    | [ 17 ] |
| 1864 | 09.782    | [ 18 ] |
| 1885 | 10.405    | [ 19 ] |
| 1910 | 19.979    | [ 20 ] |
| 1939 | 17.595    | [ 21 ] |
| 1950 | 24.071    | [ 22 ] |
| 1961 | 30.637    | [ 22 ] |
| 1966 | 33.901    | [ 23 ] |
| 1970 | 35.873    | [ 22 ] |

## Kirchliche Zugehörigkeiten
Heepen war seit jeher das Kirchdorf des evangelischen Kirchspiels Heepen, das aber nicht mit der Vogtei bzw. dem Amt Heepen deckungsgleich war. Pfarrkirche war die Peter- und Pauls-Kirche. Bis zur Bildung einer eigenen Kirchengemeinde in Ubbedissen im Jahre 1855 waren Lämershagen, Gräfinghagen, Ubbedissen und Lippe ins Kirchspiel Oerlinghausen eingepfarrt, obwohl Oerlinghausen selber seit jeher zum Fürstentum Lippe gehörte. Die Höfe in der Heeper Senne gehörten vor 1855 ebenfalls überwiegend zum Kirchspiel Oerlinghausen.